# Prince du sang

Huy hiệu vương miện của các Prince du sang.

Prince du sang (phát âm tiếng Pháp: [pʁɛ̃s dy sɑ̃]; tiếng Anh: Prince of the Blood), có thể hiểu như Thân vương, Phiên vương hoặc Tông thất nếu xét về các triều đại Đông Á, là các hậu duệ hợp pháp dòng nam của vương thất Pháp thời quân chủ chuyên chế.
Theo nghĩa tiếng Anh, Prince of the Blood hay Princess of the Blood là ám chỉ hậu duệ trực tiếp từ con trai của quân chủ một quốc gia. Trong chế độ của Pháp, các Prince du sang như là một kiểu hệ bậc hơn là một danh từ, và ở dưới Fils de France - hậu duệ trực tiếp của đương kim Quốc vương. Họ được dùng kính xưng Serene Highness (Altesse Sérénissime), song chỉ thuộc phạm vi văn bản, mà thường chỉ dùng Monsieur hoặc Monseigneur để biểu thị địa vị của mình.

## Khái quát
Vào thời kỳ nhà Capet, nước Pháp thực thi chế độ phong kiến, tức "phân phong và kiến lập" khi chia và ban đất đai trong toàn lãnh thổ cho quý tộc khắp Vương quốc, và các hậu duệ của vương triều Pháp cũng được phân phong khi đến tuổi. Nhưng với tình trạng con trưởng toàn quyền, những người con trai thứ của Quốc vương, và những người cháu của dòng thứ dần dần không có quyền thừa hưởng những đất phong và tước vị cao, hay nói cách khác thì dòng dõi vương thất không giúp ích gì cho họ trong xã hội. Thời Philip Augustus, sự phân chia tước vị tuyệt đối là ở thứ tự mà không phải dựa vào xuất thân, ví dụ như Công tước xứ Bourgogne, dù chỉ là Công tước dòng dõi quý tộc có họ hàng xa với vương thất, song vẫn có địa vị trên Bá tước xứ Dreux, dù vị Bá tước này là dòng dõi cháu nội của Quốc vương Pháp.
Thời kỳ nhà Valois có được địa vị Quốc chủ, lúc này các Prince du sang của vương triều Pháp bắt đầu được thừa nhận là "có khả năng kế vị", nên địa vị của họ bắt đầu nở rộ và vững chắc hơn khi trước. Trong một thời gian dài, các tước hiệu quý tộc chỉ độc dành cho các Prince du sang, sau mới bắt đầu mở rộng cho những gia tộc quyền thế khác không có huyết mạch với vương thất, lâu dần địa vị giữa Prince du sang và các gia tộc quyền quý trở nên xung khắc, vấn đề chính là bên nào có quyền được ở trên bên còn lại, dựa vào thứ tự tước vị hay là dòng dõi. Và đến khi dòng chính thừa kế ngai vàng Pháp ngày càng ít đi hậu duệ chủ chốt, các Prince du sang bắt đầu càng có thế lực hơn trước.
Năm 1576, Henri III của Pháp thông qua một sắc chỉ, nhằm để giảm nhẹ đi quyền lực ngày càng lớn của nhà Guise, chính thức nâng địa vị các Prince du sang phải được ưu tiên và ở trên các quý tộc không có huyết mạch với vương thất Pháp. Và trong các Prince du sang, lại cũng quy định rằng những người nào có hậu duệ càng gần với dòng dõi chính của vương thất (tức Fils de France) thì càng có sự ưu việt hơn về địa vị, bất chấp tước hiệu mà họ đang giữ.

## Tước hiệu
Tại nước Pháp, suốt thời kỳ Ancien Régime và khi nhà Bourbon khôi phục, các Prince du sang có địa vị chỉ dưới dòng dõi hậu duệ trực tiếp (con và cháu) của các Quốc vương Pháp, và các Prince du sang đúng thực sự để ám chỉ những người tuy mang dòng dõi nam duệ hợp pháp với nhà Capet, song không phải là Vương tử hay Vương tôn. Từ thế kỉ 14, các Prince du sang được dự trong Conseil du Roi (Hội đồng của Quốc vương) và Pháp viện tối cao của Paris, biểu thị vị thế vượt trên tất cả quý tộc của họ, và mỗi Prince du sang cũng có những địa vị cao thấp khác nhau dựa trên thứ tự thừa kế trên văn bản hành pháp.
Thời kỳ cuối của nhà Valois, các lãnh chúa bản địa đã trở nên thù địch với người đang ngồi trên ngai vàng Pháp, Prince du sang càng có vị thế cao hơn. Và tuy lý thuyết các Prince du sang là người nhà Capet, song thực tế, họ chỉ tính các hậu duệ dòng nam của Louis IX của Pháp, tức nhà Valois và Bourbon, đó là lý do khiến các vị Vua Pháp thường phủ nhận người nhà Courtenay - một nhánh của nhà Capet, được nhìn nhận là Prince du sang, bởi vì những hậu duệ nhà này qua nhiều thế kỉ đã trở nên bần cùng và bị xem là "vấy bẩn" dòng dõi vương thất. Khi Hòa ước Montmartre ký kết năm 1662, xác nhận nhà Lorraine là kế thừa ngai vàng Pháp nếu nhà Bourbon tuyệt tự, nhà Courtenay đã phản kháng và quả quyết người thừa kế ngai vàng phải là hậu duệ trực tiếp của Quốc vương. Năm 1715, Louis-Charles de Courtenay và gia đình lại bị cự tuyệt dứt khoát không được công nhận là một Prince du sang, và đến khi hậu duệ nam cuối cùng của nhà này là Roger qua đời năm 1733, triều đình Pháp vẫn không khoan nhượng cho vị thế Prince du sang dành cho nhà Courtenay qua nhiều thế kỉ. Tương tự nhà Courtenay, một nhánh nhỏ của các [Công tước xứ Bourbon] của nhà Bourbon là nhà Carency cũng bị chính những người cùng dòng máu loại trừ, và người nhà Carency đã bị tống ra khỏi Conseil du Roi cho đến khi hoàn toàn tuyệt tự. Theo vai vế, nhà Carency là hậu duệ của Jean, Lãnh chúa xứ Carency, con trai út của Jean I de Bourbon, Bá tước xứ La Marche.
Từ năm 1733, tất cả Prince du sang được công nhận đều là nhà Bourbon thuộc nhánh Vendôme, hậu duệ của Charles, Công tước xứ Vendôme. Con trai cả của Charles là Antoine của Navarre, là tổ tiên của các gia tộc trị vì Pháp và Tây Ban Nha về sau, bao gồm cả nhà Orléans, trong khi con trai thứ là Louis, Thân vương xứ Condé (1530 – 1569), là tổ tiên của nhà Condé giàu truyền thống. Một nhánh của nhà Condé là nhà Conti, hậu duệ của Henry, Thân vương xứ Conti (1588 – 1646).
Án theo sắc dụ vào tháng 7 năm 1714, Vua Louis XIV của Pháp đã hợp pháp hóa hai con hoang của ông, Công tước Maine cùng Bá tước Toulouse, đều trở thành Prince du sang và ban cho hậu duệ của hai người đặc quyền thừa kế ngai vàng Pháp như các Prince du sang khác. Và mặc dù Pháp viện Paris đã phủ nhận ghi lại sắc lệnh này, Vua Louis đã phải thi hành một Lit de justice, nhưng sau cái chết của nhà Vua, thì sắc lệnh này bị Pháp viện Paris thu hồi và tuyên bố không tồn tại. Trước đó, một thủ tướng của Vua Louis XIV từng khuyến cáo, ông chỉ có thể xác nhận một Prince du sang khi người con đó do một Vương hậu sinh ra mà thôi.

## Các địa vị

### Monsieur le Prince
Chỉ dùng cho một Premier Prince du sang (First Prince of the Blood), tức Đại Thân vương hay Đại Tông thân nếu nói theo cách hiểu triều đình Đông Á. Những Premier Prince du sang này là dựa theo việc tính dòng con trưởng của nhánh lớn nhất trong hàng ngũ Prince du sang, nhưng không phải Fils de France. Thực tế, việc tấn phong Premier Prince du sang không phải lúc nào cũng theo một lý thuyết nhất định, mà chỉ dựa vào ý niệm của Quốc vương.
Vị trí này là một đại đặc ân, vì Premier Prince du sang có thể sở hữu những đãi ngộ riêng về thứ bậc và thu nhập, bên cạnh đó địa vị của Premier Prince du sang không thay đổi cho dù một người có quyền lớn hơn được sinh ra đi nữa, và nó chỉ hết hiệu lực khi người giữ tước hiệu này qua đời. Nắm giữ tước vị này hơn 1 thế kỉ là các Thân vương xứ Condé, và chính thức chuyển về cho nhà Orléans từ năm 1709, nhưng những người nhà này rất ít khi sử dụng danh xưng. Về lý thuyết, tước vị này sẽ chuyển cho Infante Philip, Công tước xứ Calabria vào năm 1747, người cháu Đích cố của Le Grand Dauphin, vì Infante là cháu cố dòng nam có địa vị cao nhất vào lúc ấy của Vua Pháp. Song, Louis XV của Pháp quyết định giữ tước vị này cho nhà Orléans, do không muốn một nhánh quân chủ nhà Bourbon nhưng trị vì Tây Ban Nha có được ưu quyền này. Điều này khiến Louis Philippe II, Công tước xứ Orléans trở thành Premier Prince du sang cuối cùng của thời kỳ Ancien Régime ngay trước khi Cách mạng Pháp nổ ra.
Các Premier Prince du sang, từ 1465–1830
Nhà Valois-Orléans
1. 1465–1498: Louis II, Công tước xứ Orléans (1462–1515);
2. 1498–1515: François, Bá tước xứ Angoulême (1494–1547)

Nhà Valois-Alençon
1. 1515–1525: Charles IV, Công tước xứ Alençon (1489–1525);

Nhà Bourbon-Montpensier
1. 1525–1527: Charles III, Công tước xứ Bourbon (1490–1527);

House of Bourbon-Vendôme
1. 1527–1537: Charles IV de Bourbon, Công tước xứ Vendôme (1489–1537);
2. 1537–1562: Antoine de Bourbon, Công tước xứ Vendôme, sau là Quốc vương của Navarre (1518–1562).
3. 1562–1589: Henri III, Quốc vương của Navarre (1553–1610);

Nhà Bourbon-Condé
1. 1589–1646: Henri II de Bourbon, Thân vương xứ Condé (1588–1646);
2. 1646–1686: Louis II de Bourbon, Thân vương xứ Condé (1621–1686);
3. 1686–1709: Henri III de Bourbon, Thân vương xứ Condé (1643–1709).

Nhà Bourbon-Orléans
1. 1709–1752: Louis d'Orléans, le Pieux (1703–1752), dùng tư cách [Công tước xứ Chartres] từ năm 1703 đến năm 1723, và [Công tước xứ Orléans] sau đó.
2. 1752–1785: Louis Philippe d'Orléans, le Gros, Công tước xứ Orléans (1725–1785);
3. 1785–1793: Louis Philippe Joseph d'Orléans, Philippe Égalité, Công tước xứ Orléans (1747–1793);
4. 1814–1830: Louis Philippe d'Orléans, Công tước xứ Orléans (1773–1850), sau đó trở thành [Louis-Philippe I, Vua của người Pháp].

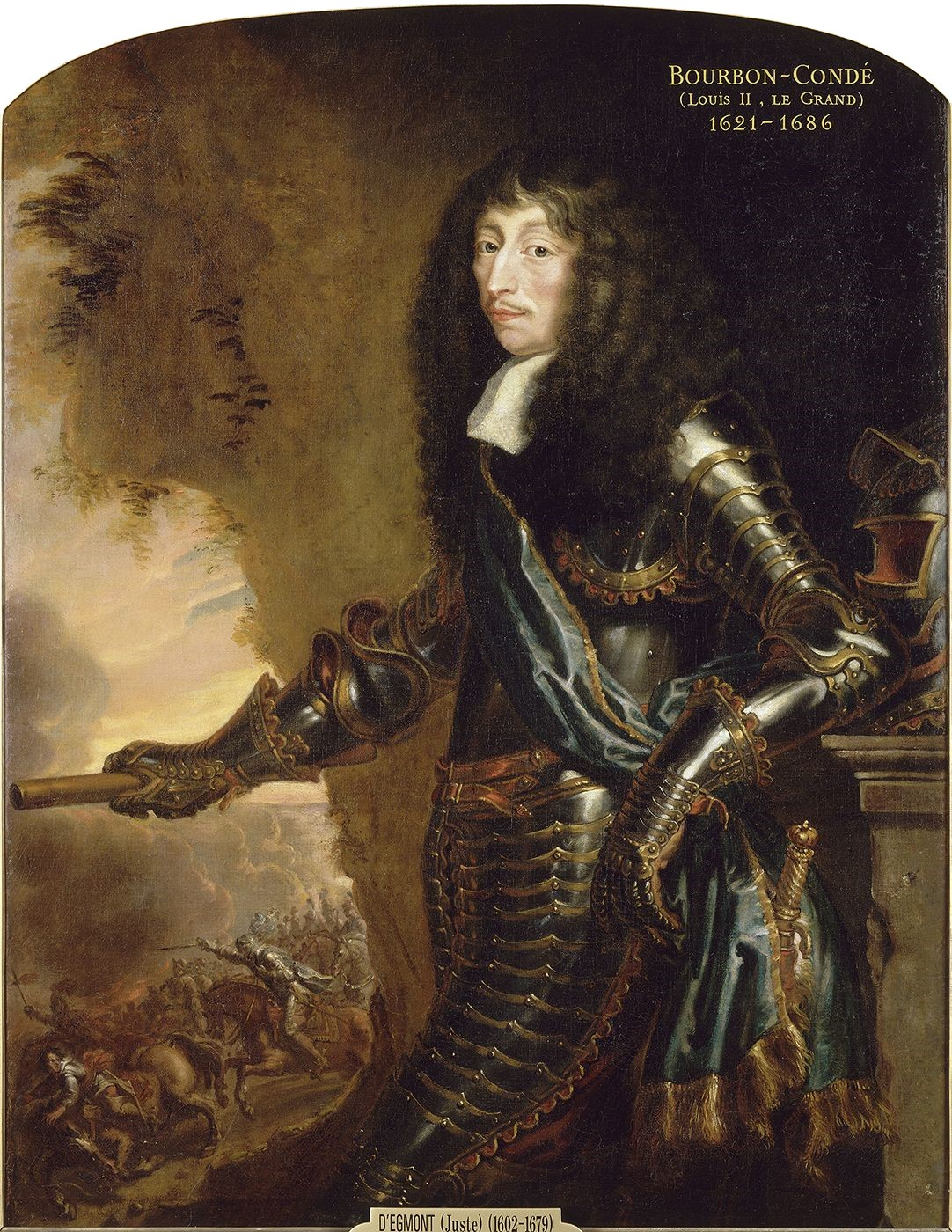
Louis II de Bourbon, le Grand Condé
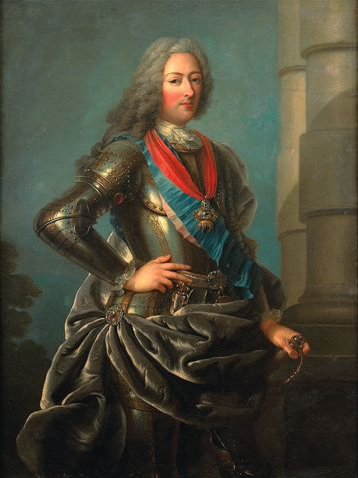
Louis d'Orléans, le Pieux
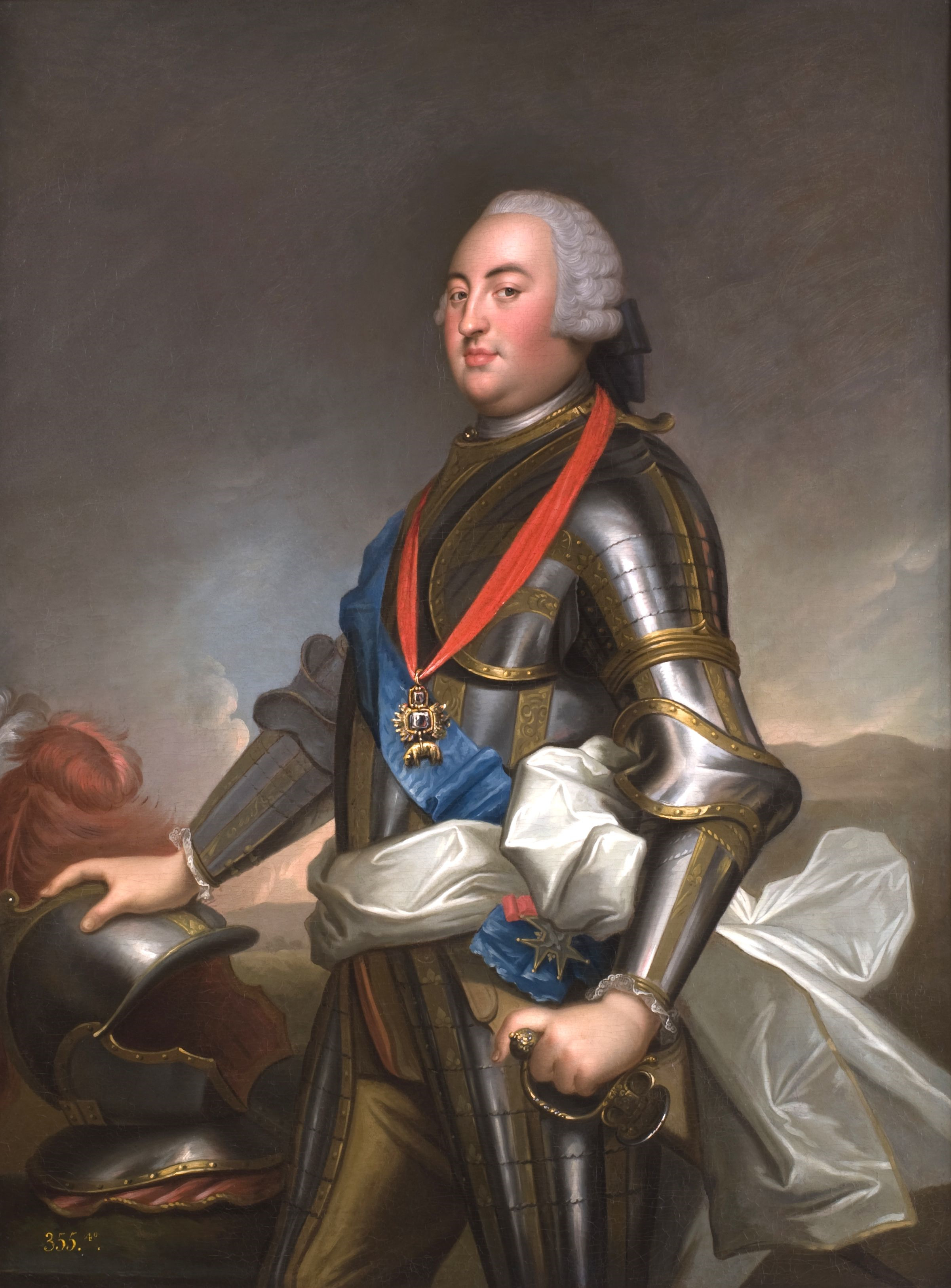
Louis Philippe, le Gros
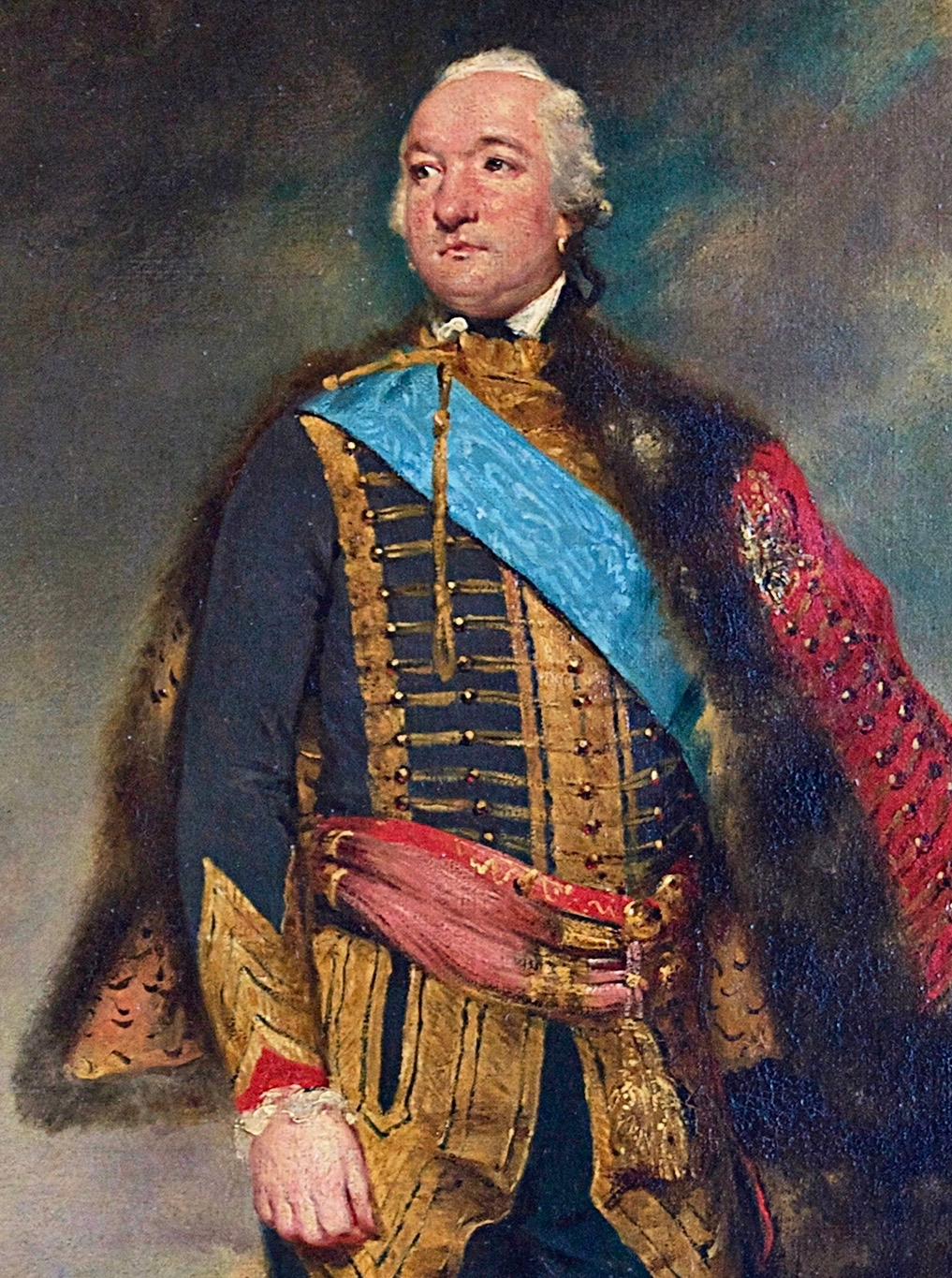
Le Philippe Égalité

### Madame la Princesse
Dùng để gọi người vợ của Monsieur le Prince, chỉ bắt đầu từ nhà Condé, có một số người không sử dụng dù thân phận họ thuộc dạng này.
Các Premier Princess du sang, từ 1646–1793
1. 1646–1686: Claire-Clémence de Maillé-Brézé (1628–1694), vợ của le Grand Condé, cháu của Hồng y Richelieu, giữ tước hiệu [Nữ Công tước xứ Fronsac] độc lập;
2. 1684–1709: Anna Henrietta Julia xứ Bavaria (1648–1723), vợ của Henri III de Bourbon, con gái của Anna Gonzaga và Charles I, Công tước xứ Mantua.
3. 1709–1723: Françoise Marie de Bourbon (1677–1749), vợ của Philippe II, Công tước xứ Orléans. Không sử dụng danh hiệu do chồng bà không sử dụng.
4. 1724–1726: Johanna xứ Baden-Baden (1704–1726), vợ của Louis d'Orléans, con dâu của Françoise Marie.
5. 1743–1759: Louise Henriette de Bourbon (1726-1759), vợ của Louis Philippe d'Orléans, con gái của Louise Élisabeth, la Princesse de Conti Dernière Douairière.
6. 1785–1793: Louise Marie Adélaïde de Bourbon (1753–1821), vợ của Philippe Égalité, người cuối cùng giữ tước hiệu trước Cách mạng Pháp.

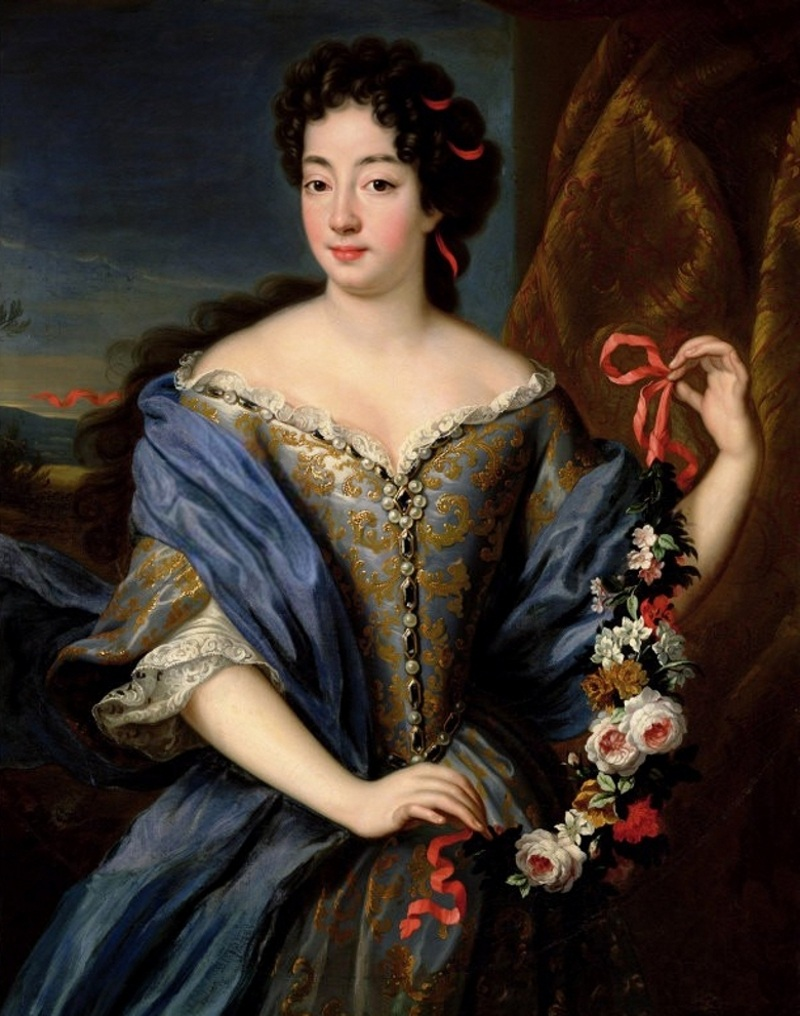
Anna Henrietta Julia xứ Bavaria
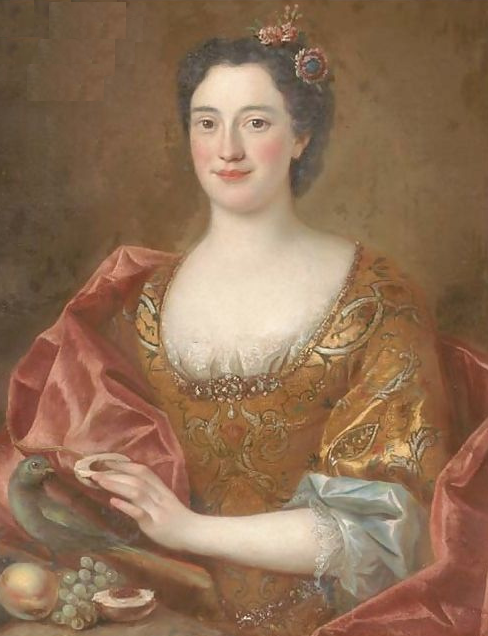
Johanna xứ Baden-Baden
Louise Henriette de Bourbon
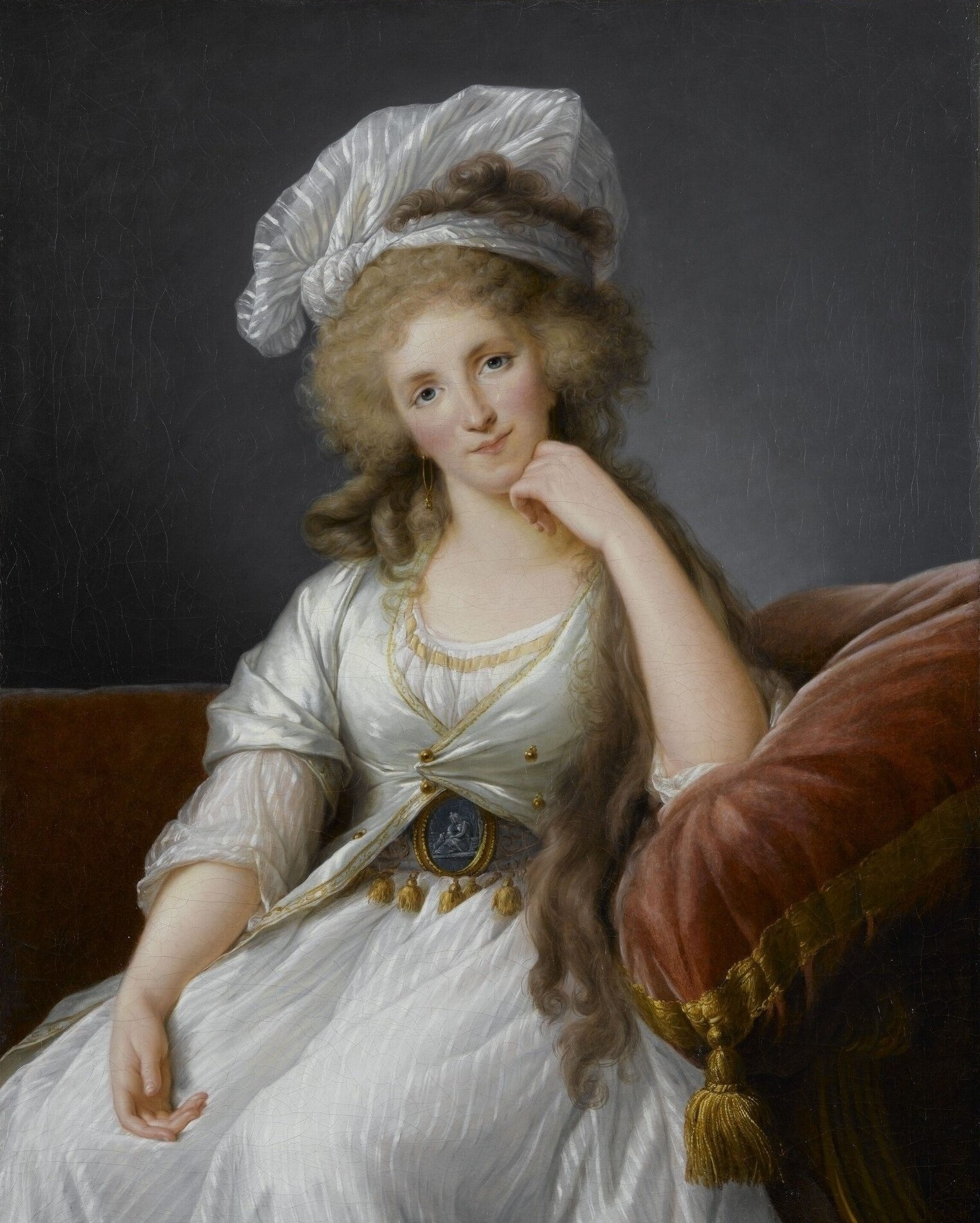
Louise Marie Adélaïde de Bourbon

### Monsieur le Duc
Danh vị dành cho con trai lớn nhất của Thân vương xứ Condé. Nguyên là con trai của một Thân vương được ban tước hiệu [Công tước xứ Enghien; Duc d'Enghien], nhưng từ năm 1709 khi họ mất đi vị trí Premier Prince de sang thì người con trai cả từ ấy thừa hưởng tước [Công tước xứ Bourbon; Duc de Bourbon], tước phong mà Le Grand Condé được thừa hưởng khi còn sống và để cho con trai cả của ông, Henry. Sau thời của Le Grand Condé, các con cháu của ông thường xưng tước vị Công tước Bourbon hơn là Thân vương Condé.
1. 1689–1709: Henri I de Bourbon, Công tước xứ Enghien (1643–1709);
2. 1709–1710: Louis I de Bourbon, Công tước xứ Enghien (1668–1710);
3. 1710–1740: Louis II Henry, Công tước xứ Enghien (1692–1740);
4. 1740–1818: Louis III Joseph, Công tước xứ Enghien (1736–1818);
5. 1818–1830: Louis IV Henry, Công tước xứ Enghien (1756–1830);

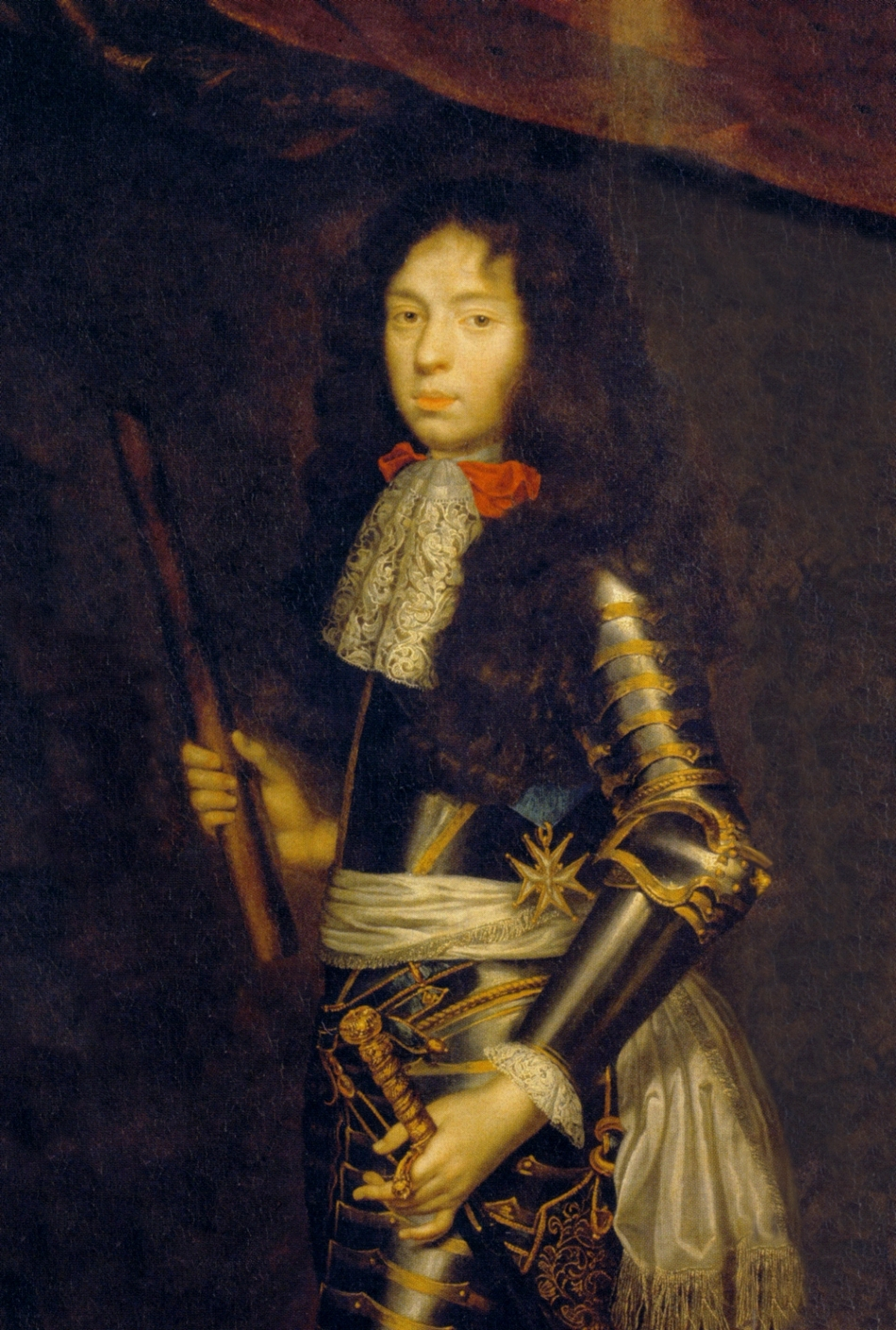
Henri I de Bourbon
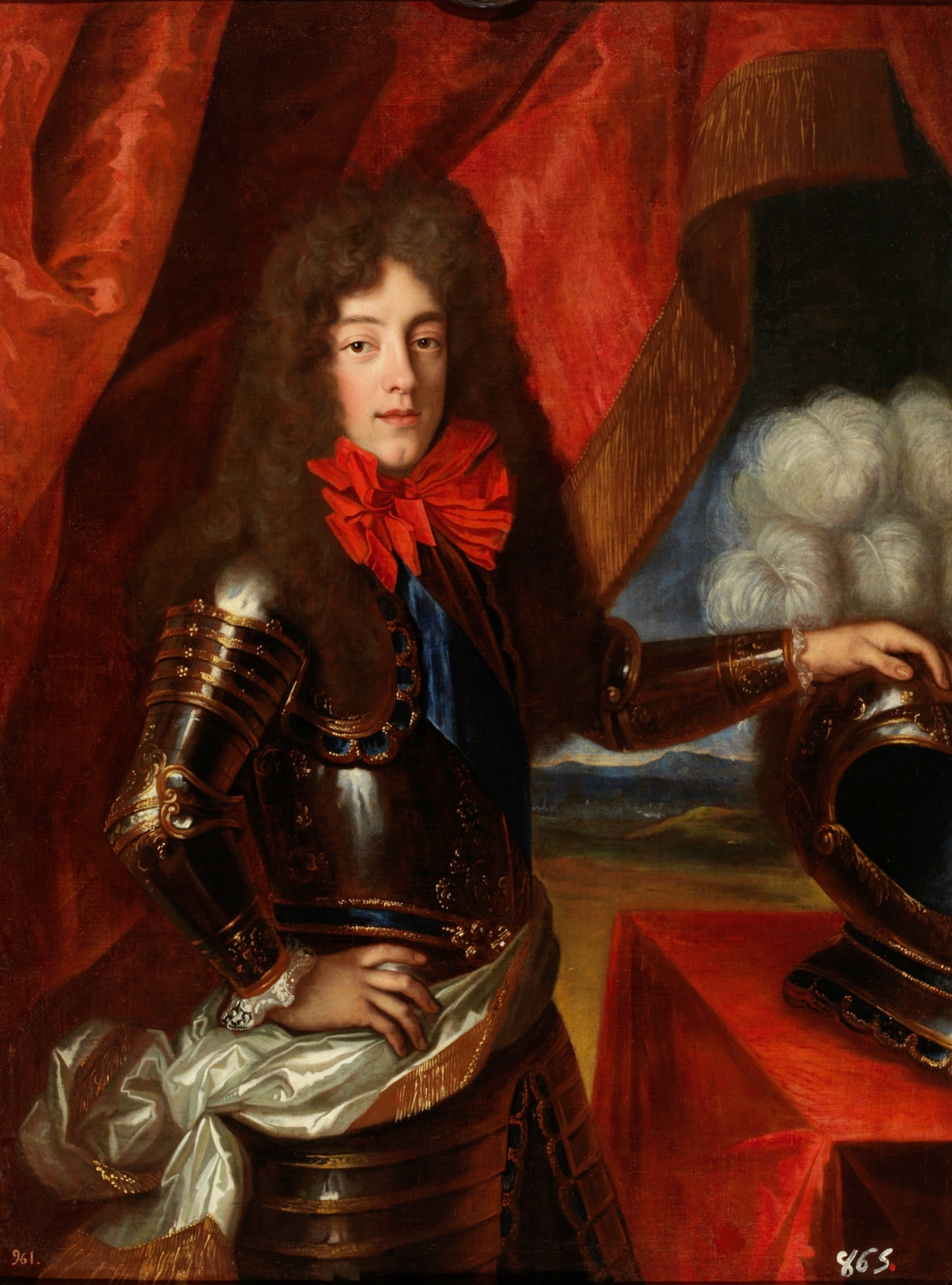
Louis de Bourbon
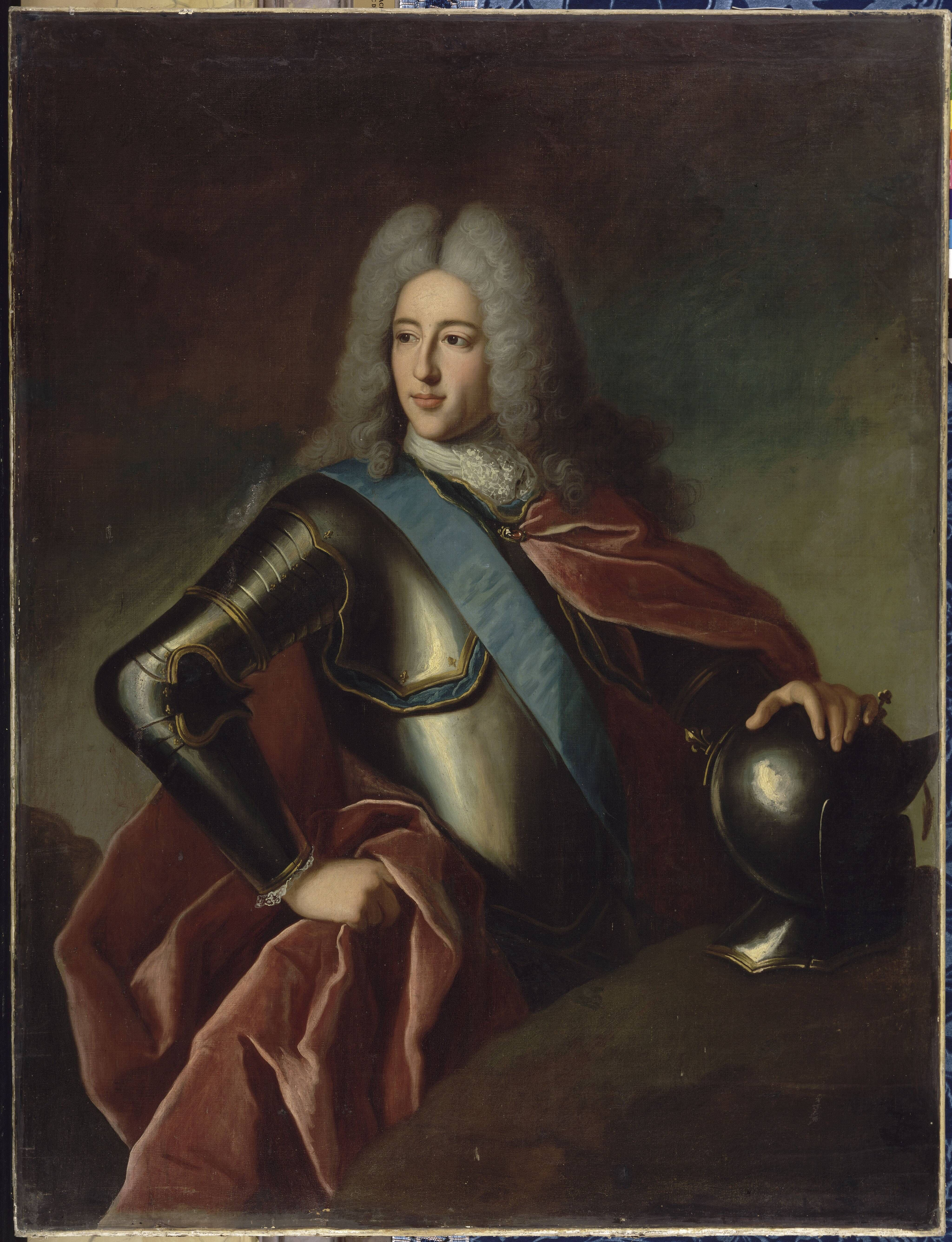
Louis II Henry
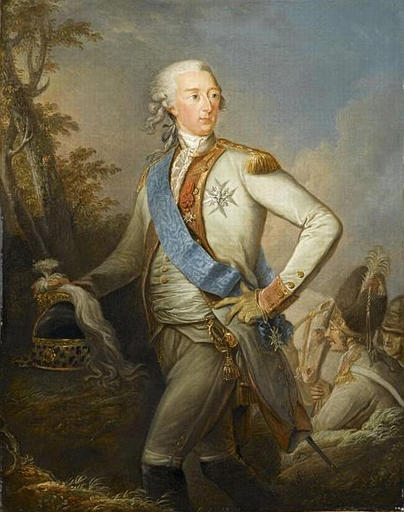
Louis III Joseph

### Madame la Duchesse
Tước xưng dành cho người vợ của Monsieur le Duc, con dâu của Thân vương xứ Condé. Từ thời Henry I, các Thân vương Condé thường hay sử dụng tước hiệu [Công tước Bourbon] dù đã là Thân vương Condé, nên các bà thường cũng được biết đến là Madame la Duchesse dù đã là Vương phi.
1. 1685–1709: Louise Françoise de Bourbon (1673–1743), vợ của Louis I de Bourbon, con gái ngoài giá thú đã được hợp pháp hóa của Louis XIV của Pháp. Được biết đến là Madame de Duchess de Bourbon dù đã là Vương phi, trở thành góa phụ với danh xưng Madame la Duchesse Douairière.
2. 1713–1720: Marie Anne de Bourbon (1689–1720), vợ đầu của Louis II Henry.
3. 1728–1741: Caroline de Hesse (1714–1741), vợ kế của Louis II Henry.
4. 1753–1760: Charlotte de Rohan (1737–1760), vợ của Louis IV Henry.
5. 1770–1818: Bathilde d'Orléans (1750–1820), vợ của Thân vương Condé cuối cùng.

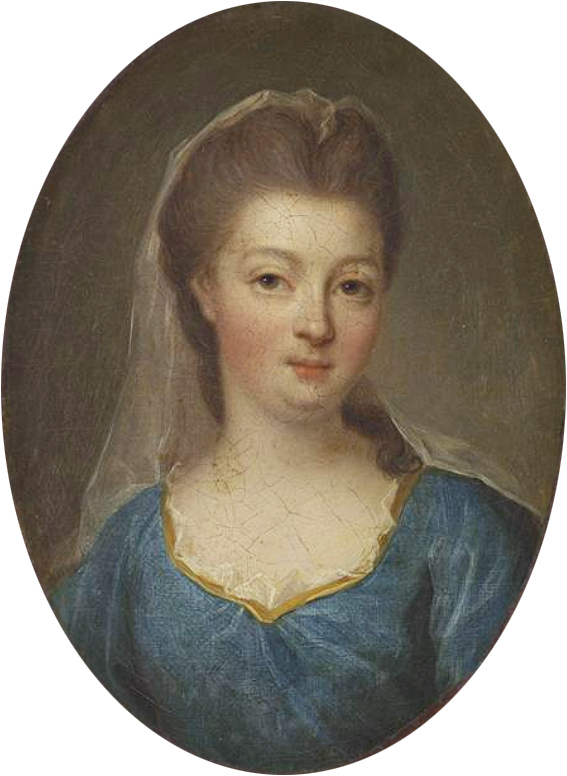
Louise Françoise de Bourbon, Madame la Duchesse Douairière
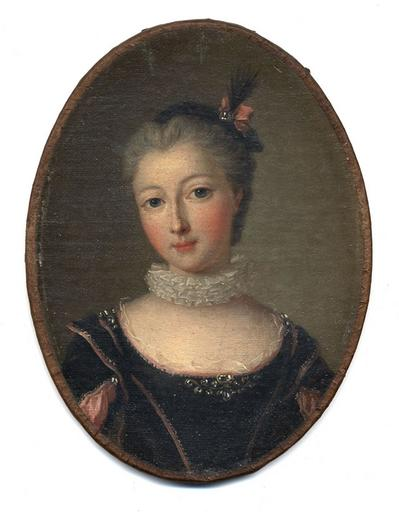
Caroline de Hesse, la duchesse de Bourbon
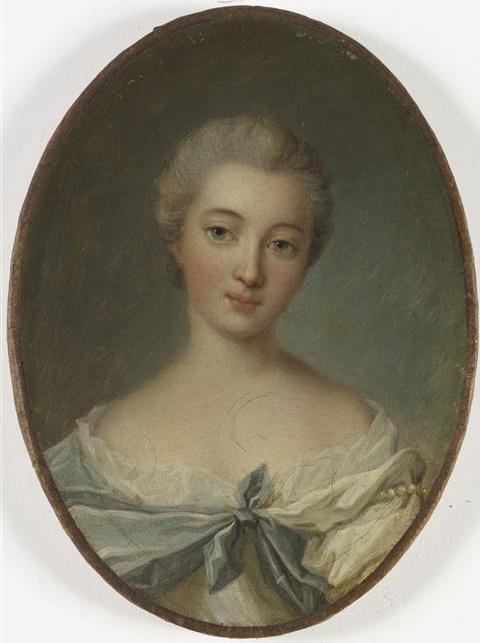
Charlotte de Rohan, la Duchess de Bourbon
Bathilde d'Orléans, la Duchess de BourbonBathilde d'Orléans, la Duchess de Bourbon

### Le Comte và La Comtesse
Danh xưng Monsieur le Comte và Madame la Comtesse dùng để chỉ người nắm giữ tước hiệu [Bá tước xứ Soissons; Comte de Soissons], và vợ của mình. Các Bá tước Soissons, giống như Thân vương xứ Conti, đều là một nhánh của nhà Condé, trong khi các Bá tước thuộc nhánh nhỏ hơn.
Vị Thân vương Condé đầu tiên, Louis I de Bourbon, có ba người con trai:
- Henri de Bourbon, kế thừa tước vị.
- Charles de Bourbon, trở thành Comte de Soissons. Mở đầu nhà Bourbon-Soissons.
- François de Bourbon, trở thành Prince de Conti, nhưng ông không có người thừa kế hợp pháp, nên phải truyền cho người cháu Henri II, con trai của anh cả Henri de Bourbon.

Từ năm 1557, Thân vương Condé giành được tước hiệu Comte de Soissons cho nhà Bourbon được truyền thêm 2 thế hệ:
- Charles, Bá tước xứ Soissons
- Louis, Bá tước xứ Soissons

Khi Louis chết mà không có con, tước hiệu truyền cho chị của ông, Marie de Bourbon, vợ của Thomas Francis, Thân vương xứ Carignano, một người thuộc nhà Savoy. Trong triều, Marie de Bourbon được biết đến là Madame la Comtesse de Soissons, khi bà mất thì tước hiệu truyền cho người con trai thứ, Joseph-Emmanuel xứ Savoy-Carignan, sau lại vòng cho người con thứ 3 là Eugene Maurice xứ Savoy-Carignan. Eugene cưới Olympia Mancini, một người cháu của Hồng y Jules Mazarin, và Olympia được biết đến là Madame la Comtesse de Soissons y như người mẹ chồng.

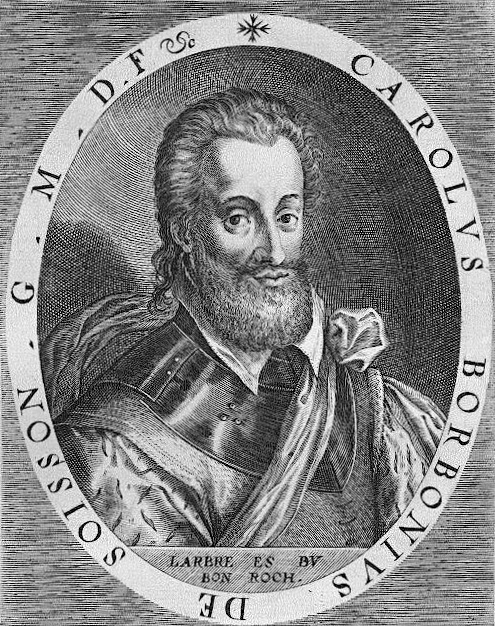
Charles de Bourbon, le Monsieur
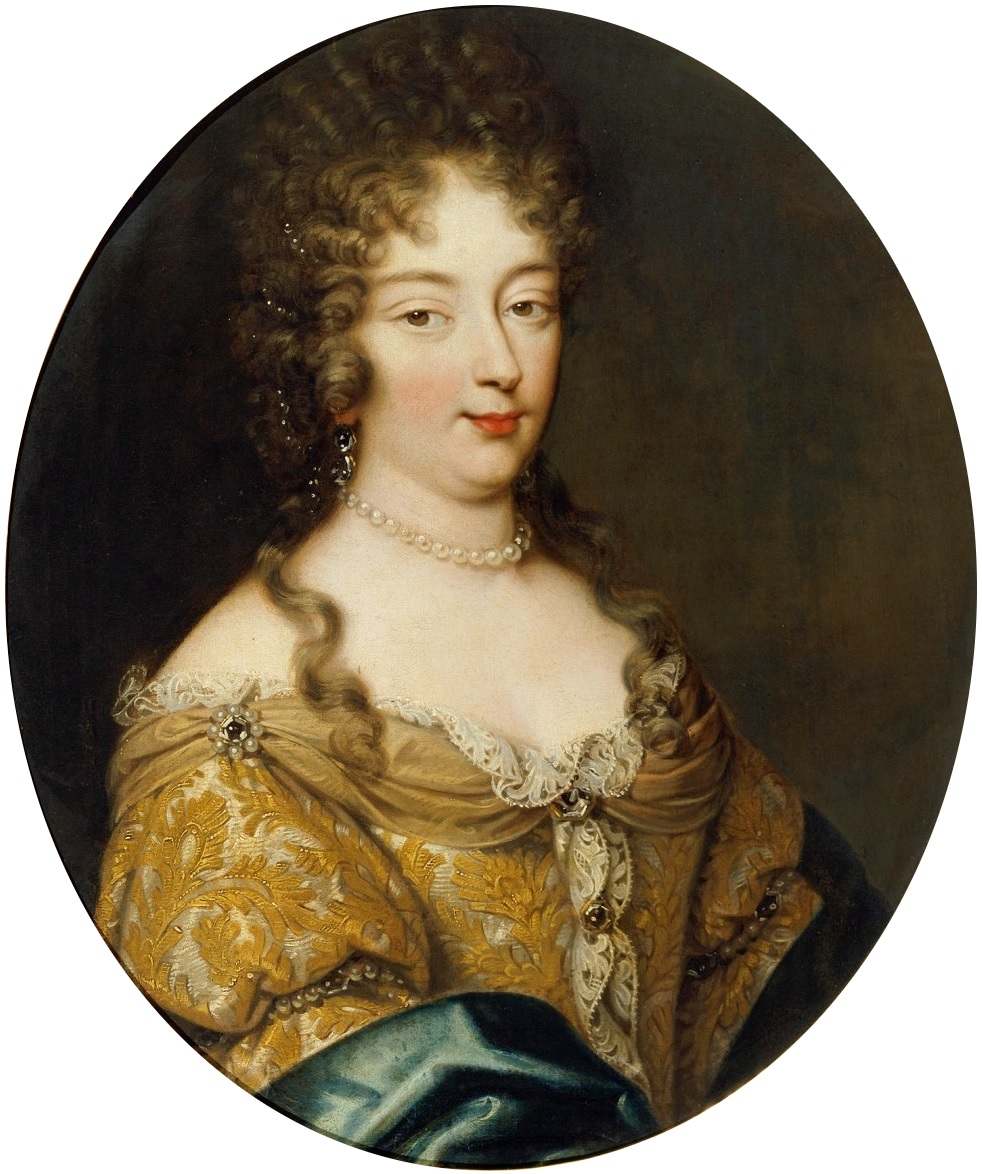
Olympia Mancini, Madame la Comtesse de Soissons
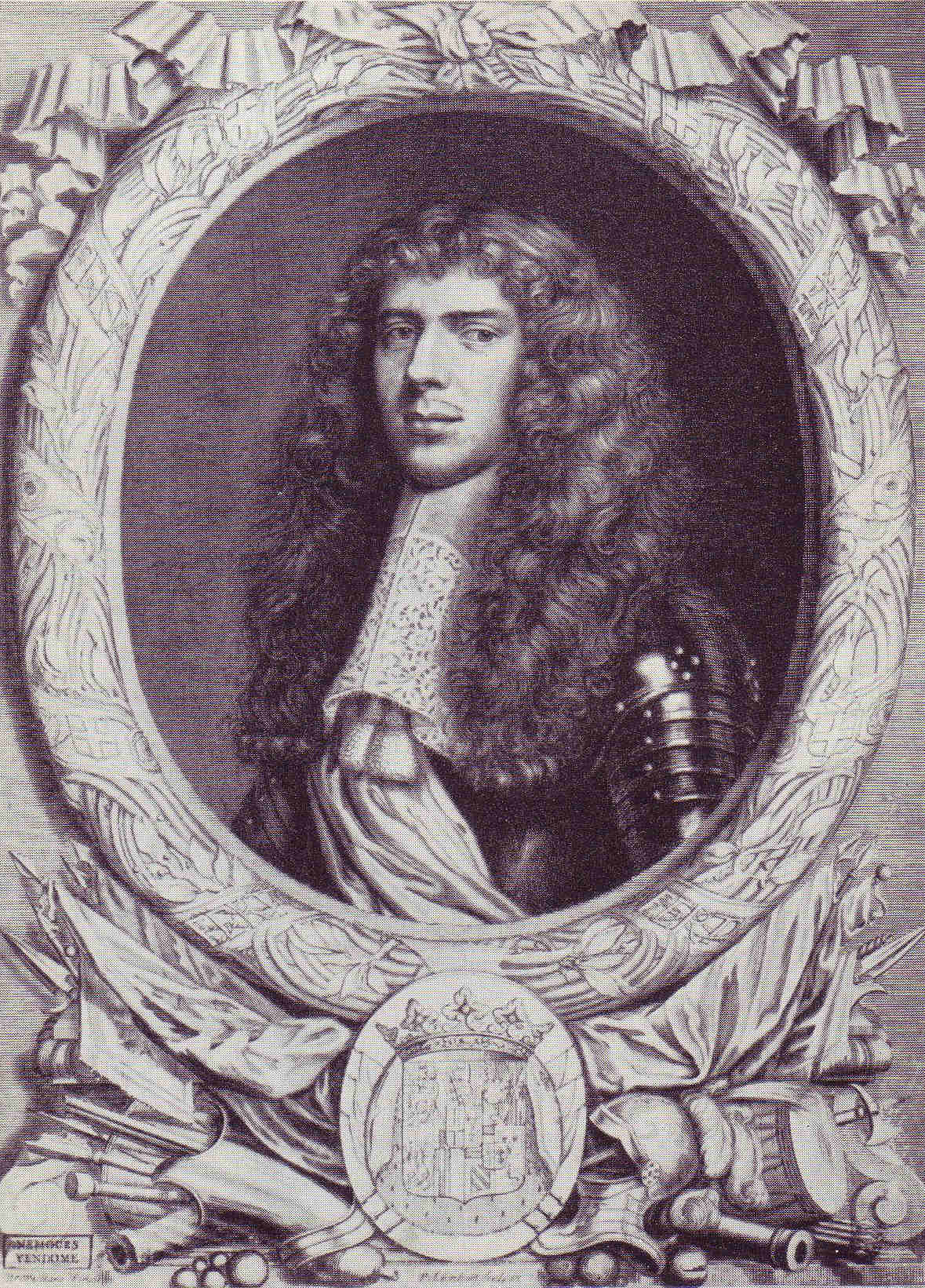
Eugène Maurice de Savoie, Monsieur le Comte de Soissons

### Madame la Princesse Douairière
Cách gọi trong triều đình Pháp dành cho những Vương phi xứ Conti góa bụa. Các Vương phi trở thành Thái phi, tức Douairière (giống Dowager của tiếng Anh), và do số lượng Thái phi Conti nhiều hơn 2, triều đình Pháp sử dụng cách xưng [Madame la Princesse de Conti 'số' Douairière] để gọi, biểu thị ai là Thái phi đầu tiên. Thời 1727 đến 1732, cùng một lúc có 3 vị Thái phi Conti, là:
- Marie Anne de Bourbon (1666–1739), vợ của Louis Armand I, Thân vương xứ Conti, người con hoang đã hợp pháp hóa của Louis XIV của Pháp. Mẹ bà là Louise de La Vallière. Do là Thái phi đầu tiên, bà được gọi là [Madame la Princesse de Conti Première Douairière].
- Marie Thérèse de Bourbon (1666 – 1732), vợ của François Louis, Thân vương xứ Conti - em trai của Louis Armand I, [Madame la Princesse de Conti Seconde Douairière].
- Louise Élisabeth de Bourbon (1693–1775), vợ của Louis Armand II, Thân vương xứ Conti - con trai của François Louis, [Madame la Princesse de Conti Dernière Douairière].

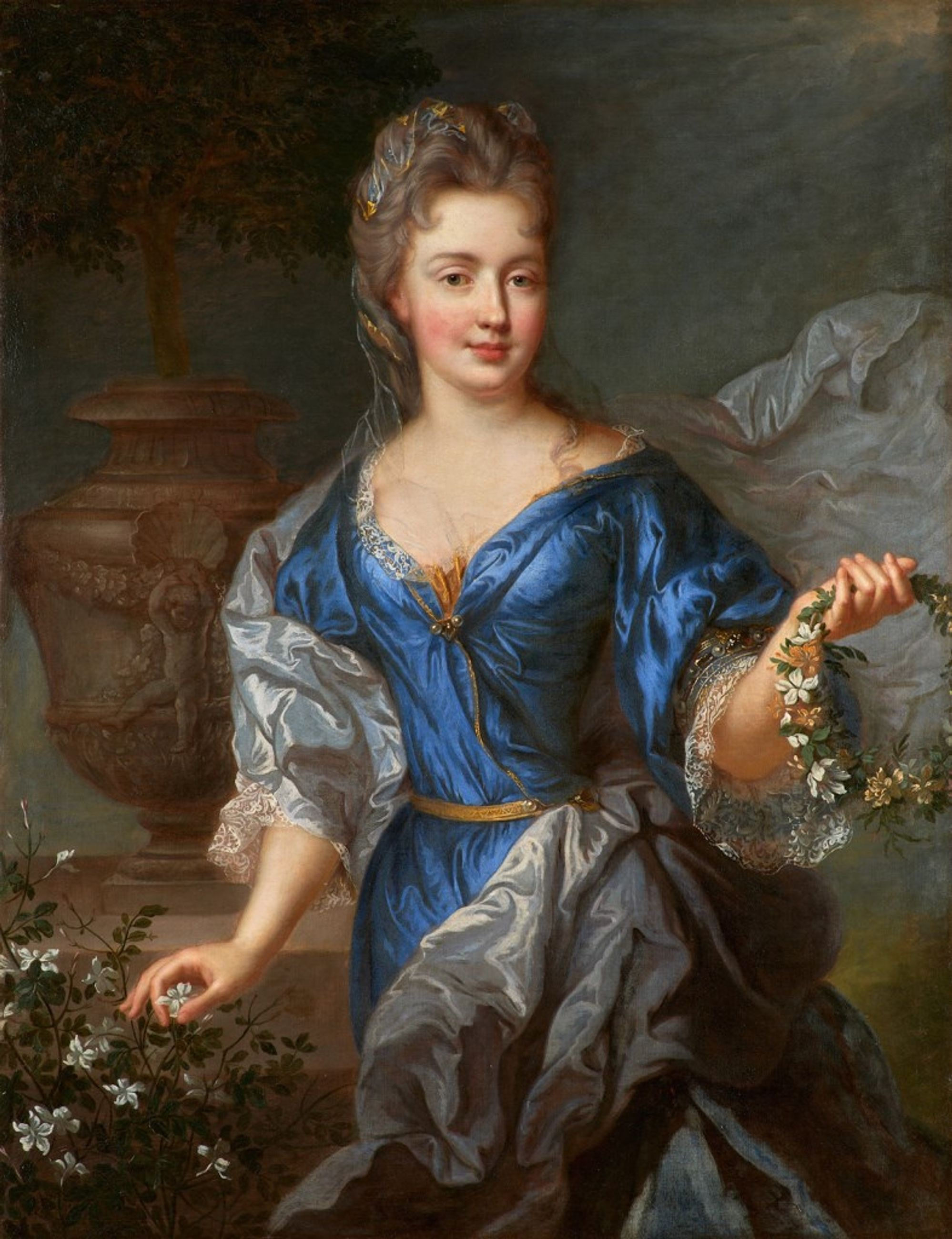
Marie Anne de Bourbon, Madame la Princesse de Conti Première Douairière
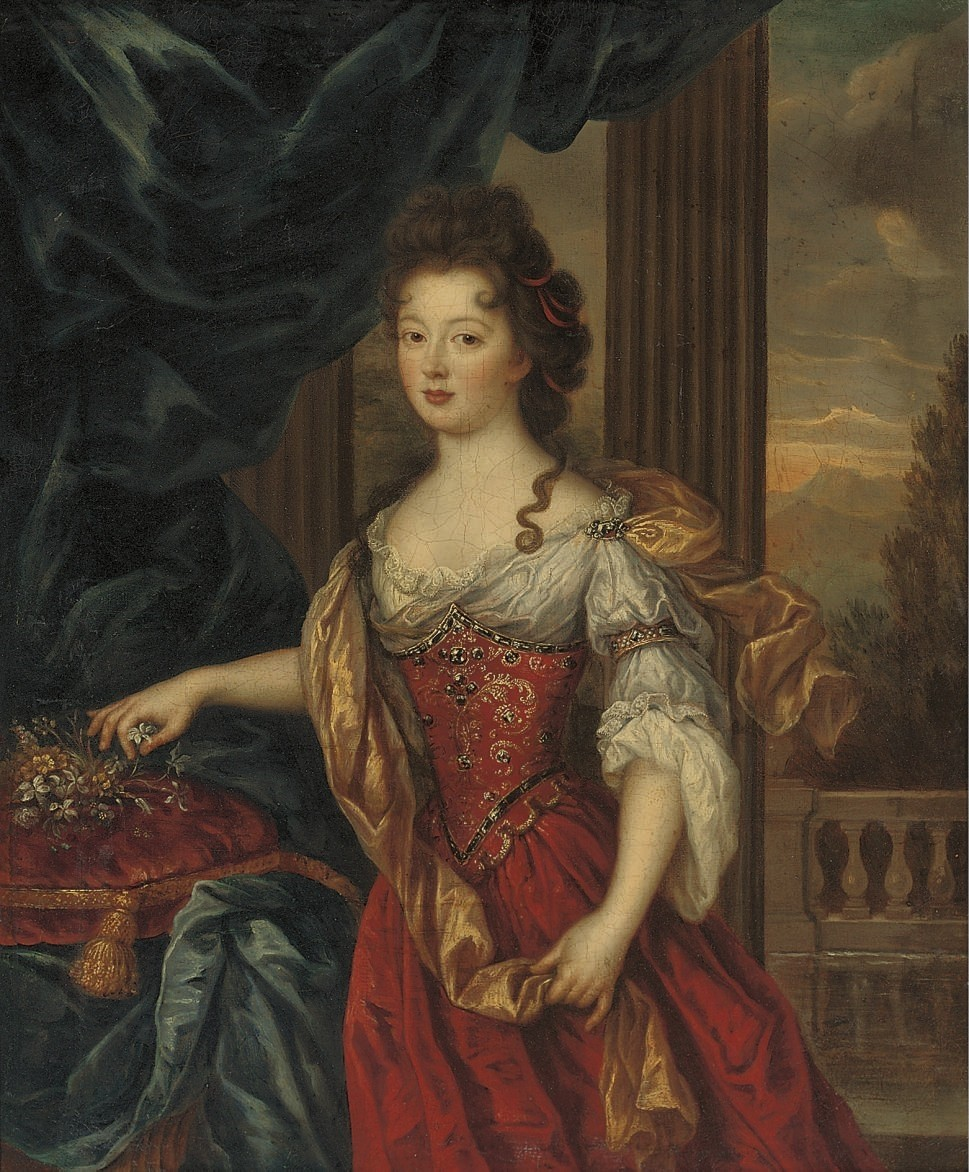
Marie Thérèse de Bourbon, Madame la Princesse de Conti Seconde Douairière
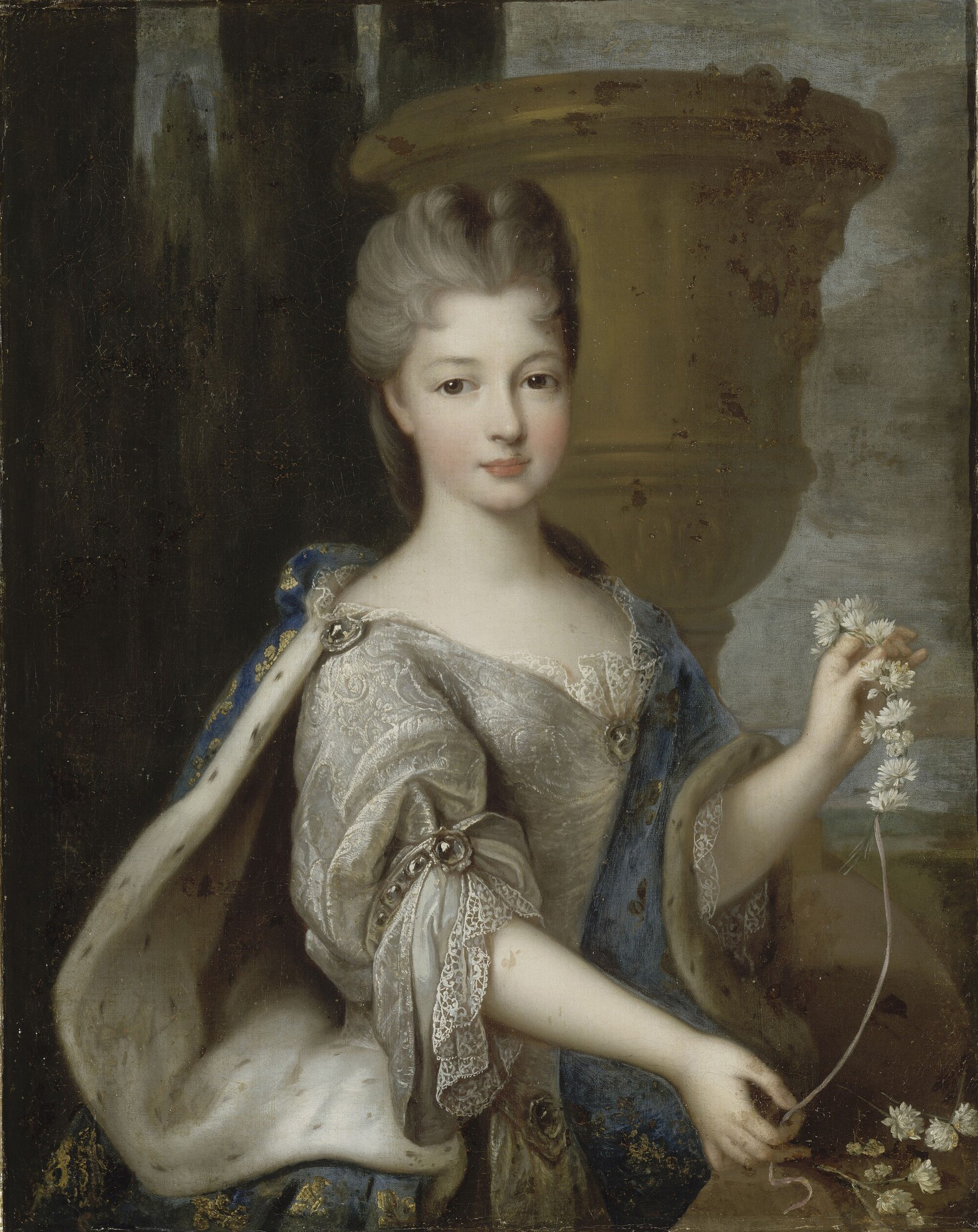
Louise Élisabeth de Bourbon, Madame la Princesse de Conti Dernière Douairière

## Định nghĩa cácLégitimée de France
Danh từ [Légitimée de France] có nghĩa là "những đứa con đã hợp pháp của đất Pháp", ám chỉ đến những người con hoang của Quốc vương Pháp, song đã được hợp pháp hóa và mang tư cách là con của quân chủ. Ở Châu Âu, hôn nhân được xem chỉ có 1 vợ và 1 chồng, tuy nhà Vua có thể có tình nhân, nhưng những người con giữa ông và tình nhân đều bị xem là con hoang, mặc cho ai cũng biết cha những người con ấy là nhà Vua mà không phải ai khác. Khi được "hợp pháp hóa", những người con này trên pháp lý được công nhận là con của nhà Vua, nhưng thông thường mẹ của họ không chính thức được công nhận, đặc biệt nếu còn có hôn thú với quý tộc khác, như Madame de Montespan trên pháp lý vẫn là vợ của Hầu tước Montespan.
Sau khi được hợp pháp hóa, họ sẽ được trực tiếp ban tước hiệu và đất phong nếu là con trai, và danh xưng Mademoiselle kèm tên đất mà nhà Vua sở hữu nếu là con gái cho đến khi gả chồng. Bọn họ, do đã được công nhận là con của Quốc vương, có thể mang họ phân nhánh của Quốc vương ấy, như Vua nhà Bourbon thì sẽ mang họ [de Bourbon] tương tự các con cái phân nhánh của nhà Condé hay nhà Conti. Ví dụ về các người con hoang được hợp pháp hóa của Madame de Montespan:
- Louise Françoise de Bourbon (1669–1672);
- Louis-Auguste de Bourbon (1670–1736), nhận tước [Duc du Maine];
- Louis César de Bourbon (1672–1683), nhận tước [Comte de Vexin];
- Louise Françoise de Bourbon (1673–1743), nhận tước [Mademoiselle de Nantes];
- Louise Marie Anne de Bourbon (1674–1681), nhận tước [Mademoiselle de Tours];
- Françoise Marie de Bourbon (1677–1749), nhận tước [Mademoiselle de Blois];
- Louis-Alexandre de Bourbon (1678–1737), nhận tước [Comte de Toulouse];

Ngoài ra, cũng có những người con được gọi là [Légitimé de Bourbon], như Marie Anne de Bourbon, Mademoiselle de Blois, con gái của Louise de La Vallière. Anh trai bà, Louis de Bourbon, được ban làm Comte de Vermandois khi được hợp pháp hóa.